# ツァイホン
ツァイホン（学名 : Caihong　"虹"の意）は後期ジュラ紀に現在の中国に生息していた原鳥類獣脚類恐竜の属
。カイホンとも表記される。

## 発見と命名
河北省北部青竜満族自治県の乾溝鄉において、農夫が燕遼生物相 (Yanliao Biota) の一員である小型獣脚類骨格を南石門子 (Nanshimenzi) 近くの採石場で発見した。2014年2月に遼寧古生物博物館がこれを獲得した。引き続きその化石は Ding Xiaoqing と Matthew Brown による最初のプレパレーションをうけた。
2018年、模式種 Caihong juji が胡東宇 (Hu Dongyu)、Julia A. Clarke、Chad M. Eliason、Qiu Rui、Li Quanguo、Matthew D. Shawke、Zhao Cuilin、Liliana D'Alba、Jiang Jinkai、徐星によって命名・記載された。属名は"虹"を意味する中国語「彩虹」のピンイン cǎihóng に由来し、模式標本の非常に良好な保存状態と原鳥類進化に多彩な理解をもたらすことから名付けられた。種小名は「巨」（jù：大きな）「嵴」（jǐ：尾根・峰）のピンインから来ており、涙骨上にある顕著なトサカを反映している。
模式標本は遼寧古生物博物館に PMoL-B00175 の標本番号をつけて収蔵されており、髫髻山累層 (Tiaojishan Formation) から発見されたもので、年代測定はおよそ1億6100万年前のオックスフォード期とされている。標本は関節が繋がった完全な骨格からなり、石板とそのカウンターパーツの間で圧縮されている。軟組織と多量の羽毛痕跡が保存されている。成熟個体であると考えられている。

## 記載

### サイズと特徴

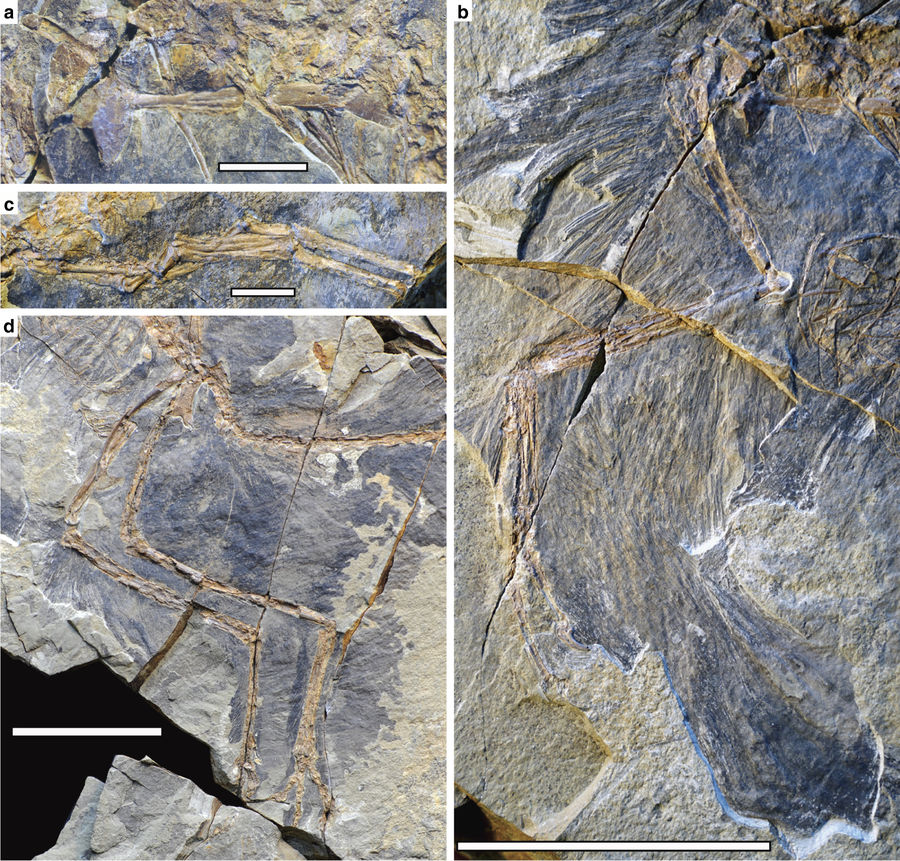
PMoL-B00175 の肩帯と四肢

ツァイホンは比較的小型の恐竜である。全長は 40 cm、体重は 475 g と推定されている。翼開長はおよそ 44 cm で、21 cm とされる片翼の長さの約 2.1 倍の翼開長を持つ。
記載者はいくつかの独特な特徴、すなわち固有派生形質を指摘している。前眼窩窩 (antorbital fossa) には前眼窩窓 (antorbital fenestra) だけでなくmaxillary fenestra と promaxillary fenestra があり、上顎骨も promaxillary fenestra の下部後方に開口する accessory fenestra が貫通している。涙骨には上側方に強く突出するトサカが存在する。下顎においては、歯骨は頑丈で先端部が中間部より高い位置にある。骨盤では腸骨は短く大腿骨の半分以下の長さしかない（他の獣脚類では皆、腸骨は大腿骨の半分以上の長さがある）。これら全ての特徴はクレード原鳥類の中で独特の物である。
さらに、ツァイホンは燕遼生物相の近縁属（ Eosinopteryx や Anchiornis など）とは、涙骨上の明らかなトサカ、前肢と後肢に生えた長い正羽、非対称性の大きい羽枝を持つ尾羽、などの特徴により明確に区別される。

### 骨格

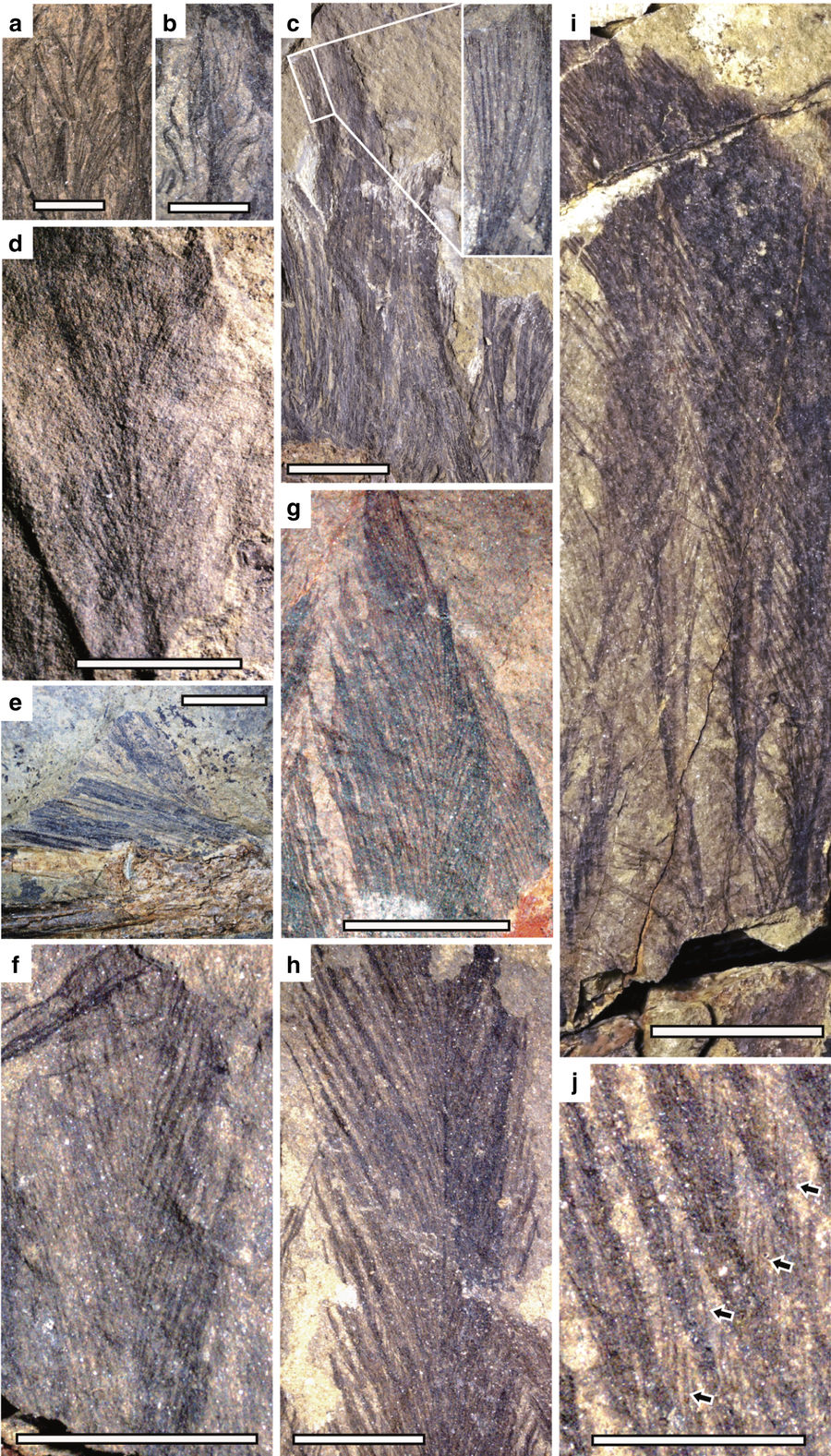
PMoL-B00175 各部位の羽毛

ツァイホンの頭骨は長さ 67.6 mm である。頭骨高が低いのに対し全長は細長く（外見的にはヴェロキラプトルの頭骨に似ている）、大腿骨長より少し短い。鼻孔は大きく長円形。前眼窩窓の前に開口している楕円形の maxillary fenestra は大型で前眼窩窩 (antorbital fossa) の中央に位置している。前眼窩窓それ自身は前眼窩窩の 40%（前後長に対して）を占める。これらの窓 (fenestra) は、前眼窩窓の前にある比較的大きな promaxillary fenestra のために拡大されており（始祖鳥でも同様）、そして追加の小さな開口部 (accessory fenestra) は promaxillary fenestra と maxillary fenestra の間で前者よりも少し低い位置にある。前眼窩窓と maxillary fenestra を隔てる棒状骨を connecting channel が貫いており、これは典型的なトロオドン科の特徴である。眼窩は上下長よりも前後長の方が大きい。眼窩の直前では涙骨から長くがっしりした角のような突起が出ており、根元では側方に伸びて先端に向かうに従い上方に向かう。
ほとんどが後方に向かって反っている歯は、前上顎骨や下顎の歯骨前方など口裂前端部では細く密に生えている。より後方に向かうと歯は大型化し歯隙も広くなる。上顎歯列は例外的に長く、眼窩前端下の位置まで続く。前方歯（上顎骨第1歯を含む）には鋸歯状構造がない。歯骨中央部の歯はより強く後方に反っており後縁に鋸歯状構造を持つ。歯骨後方では短くずんぐりした歯になり、前縁後縁の両方に鋸歯を持つ。
おそらくツァイホンは、10個の頸椎・13個の胴椎・5個の仙椎・26個の尾椎を持っていた。胴椎には空隙はない。尾は短く、長さは 178 mm である。「横突起が完全に消失した直後」として定義される尾中間部の変換点は、第7尾椎と第8尾椎の間にある。尾椎は後方へ向かうにつれて細長くなっていく。
前肢は比較的短く、後肢の 60% の長さである。特に上腕骨が短く、長さ 42.1 mm で大腿骨長の 60% の長さであるが、Anchiornis でその比が 100% となっているのと対照的である。尺骨は上腕部より長く、これは一般的に獣脚類の中では飛行鳥類に限定される特徴である。尺骨長は 47.2 mm で、軽く湾曲している。手掌部では第I中手骨（伝統的な番号付けを採った場合、3本の指は第I指/第II指/第III指となる）は相対的に長く第III中手骨の約40%の長さを持ち、第III中手骨は頑健で第III指の第3指節骨は第1指節骨と第2指節骨を合わせたよりも長く、これら全てはトロオドン科で典型的に見られる比率である。
骨盤では、腸骨翼は股関節前方が長くなっているが後方では短く微かに下方へ湾曲する。恥骨はわずかに後方へ向かう。恥骨先端はウネンラギア科 (Unenlagiidae) と同じようにカギ型になっている。坐骨は 20.5 mm の長さがある。これは比較的短い上に側面から見ると幅広く、平らな帯状の形状をしている。坐骨前縁にある閉鎖突起 (obturator process) は長方形をしているが、これはコエルロサウルス類の中では希少な事例である（同じく長方形のアンキオルニスや始祖鳥を除く他の全てのコエルロサウルス類は三角形の閉鎖突起を持つ）。
後肢は非常に長く、胴体部の 3.1 倍の長さを持つ。大腿骨は伸張し、70.9 mm の長さを持つ。 脛部は約 82 mm の長さがある。脛骨は近位の足根骨と癒合して脛足根骨となっている。第III中足骨の長さは 49 mm で、その上端で第II中足骨と第IV中足骨にある程度はさまれている。第I趾は相対的に短い。第II趾には小型で引き込めるシックルクロウが備わっていた。

### 羽毛と配色

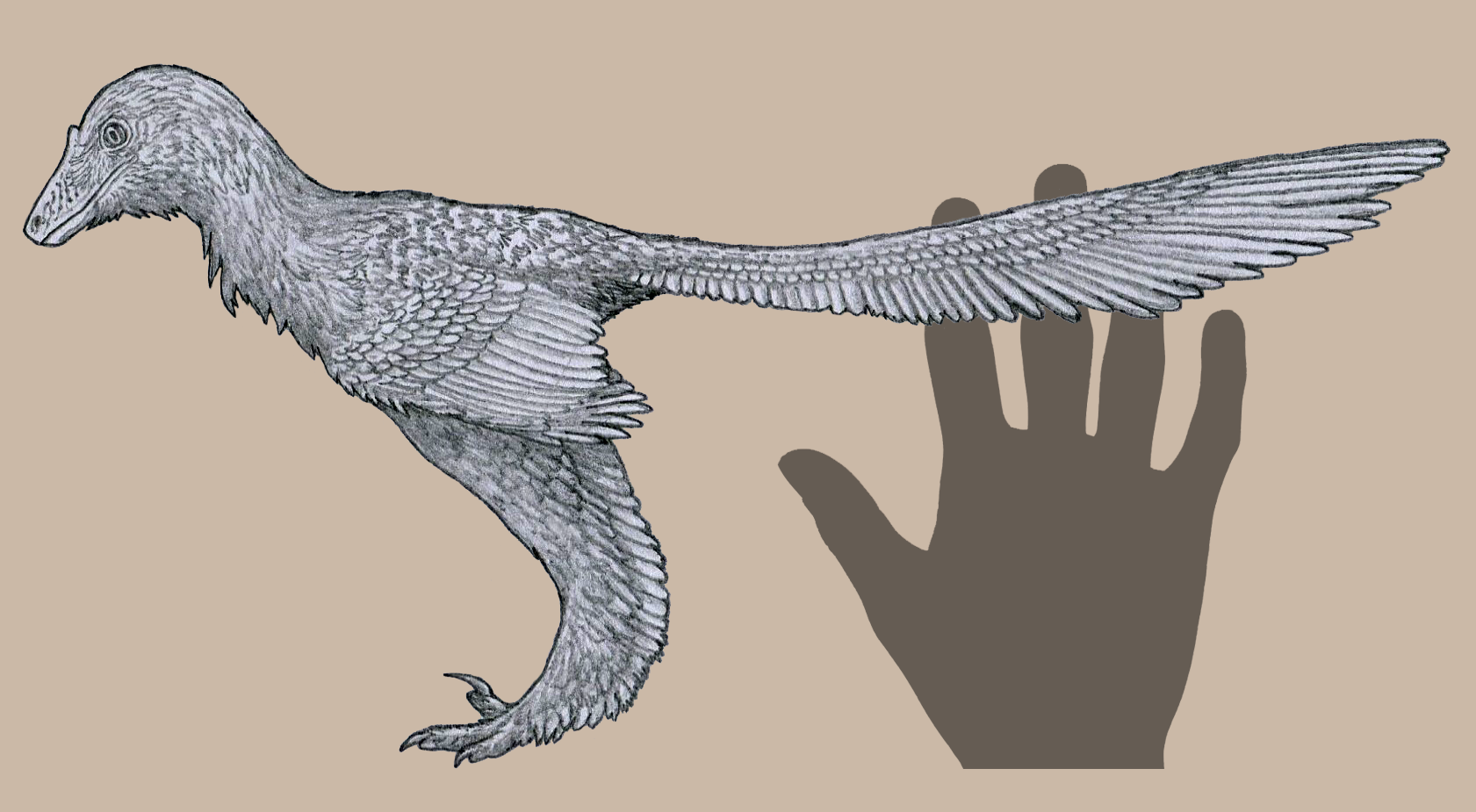
大きさ比較と復元図（トサカあり）

この化石は幅広い羽毛の痕跡によって取り囲まれており、吻部と鈎爪の周囲のみ囲まれていない。これらの羽毛は印象ではなく実際の羽毛の残滓である。石板とそのカウンターパーツを分割したことにより羽毛の複雑な積層構造が明らかとなった。目に見える羽軸や羽枝は非常に密集しているため、個々の羽毛を識別することは困難になっている。現在保存されている状況は、本来の状態や配置を反映していない可能性がある。
ツァイホンの胴部の大羽は、他の非鳥類恐竜の胴部羽毛に比べると長い。頭蓋部と頚部には2種類の羽毛が見られ、1つ目はピンと伸びた2 cm 長の細長いもので、もう1つは 1 cm ほどの長さでもっと波打っている。胸部と四肢の上には、4 cm 長の羽毛が真っ直ぐ平行に羽枝を密にして並んでいる。これらの大羽の内、密集した羽弁を備えた正羽であると確実に同定されるものは無い。

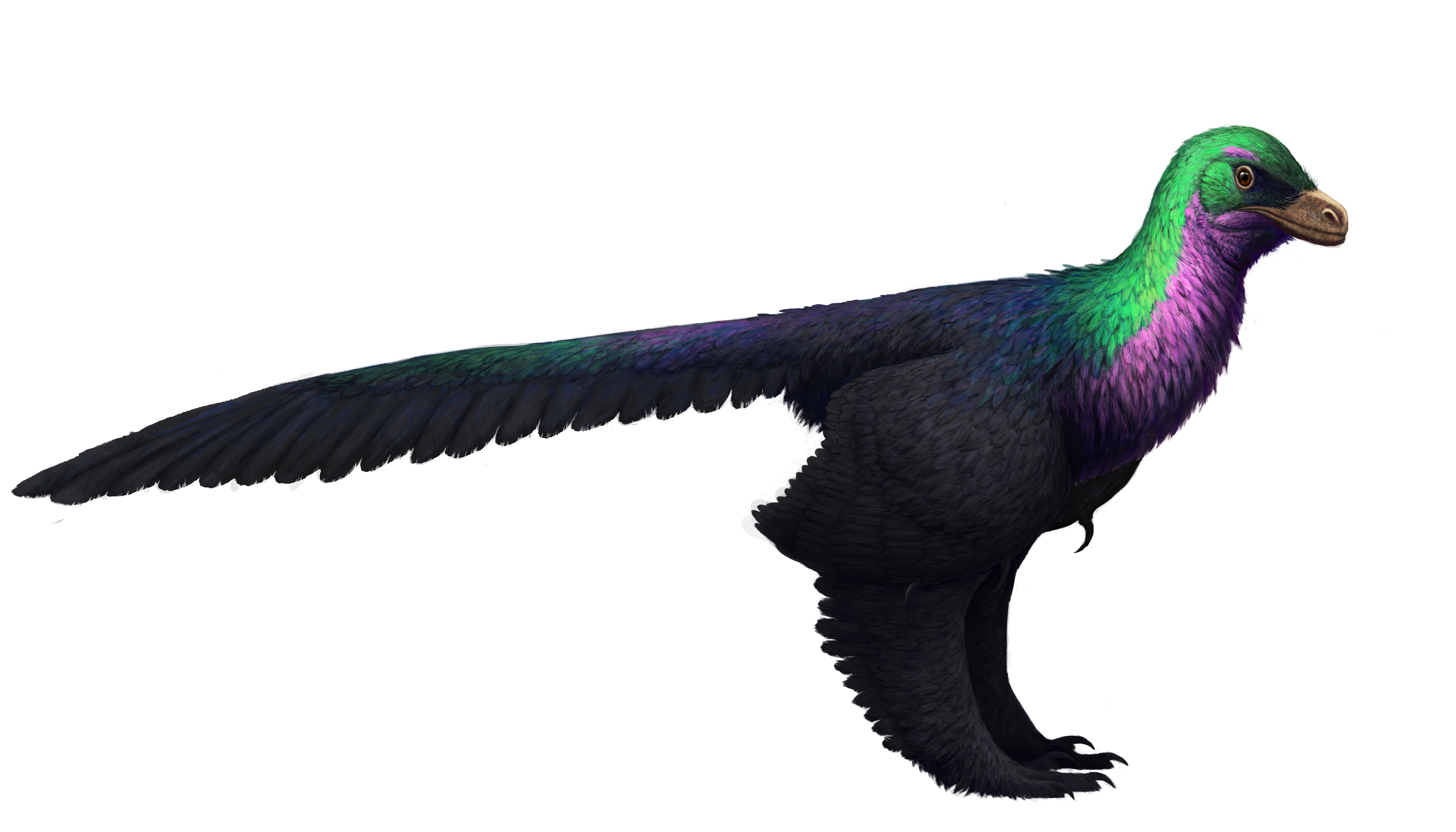
Caihong juji 復元図（トサカなし）

ツァイホンの化石化した羽毛には微細構造が保存されているが、それは分析の結果メラノソームであるとみなされ、現生鳥類において黒の遊色効果をもたらす細胞小器官との類似性を示している。頭部・胸部・尾基部上に見られるその他の羽毛には扁平化して層状になった赤血球様のメラノソームが残されており、これは現生のハチドリの羽毛において鮮やかに遊色する色相をもたらしているものと形状のうえで非常によく類似している。しかし、これらの構造は固く空気胞を欠いているように見え、よって内部構造的にはハチドリよりもラッパチョウのメラノソームに似ている。ツァイホンは現在のところ赤血球様のメラノソームが確認された最古の例である。